# Holzhafen
Holzhafen este o arie protejată (arie de protecție specială avifaunistică — SPA) din Germania întinsă pe o suprafață de 72 ha, integral pe uscat.

## Localizare
Centrul sitului Holzhafen este situat la coordonatele 53°30′46″N 10°03′59″E / 53.5128°N 10.0664°E.

## Înființare
Situl Holzhafen a fost declarat arie de protecție specială avifaunistică în martie 2013 pentru a proteja 3 specii de animale.

## Biodiversitate
Situată în ecoregiunea atlantică, aria protejată nu include niciun habitat protejat.
La baza desemnării sitului se află mai multe specii protejate de  păsări (3): rață lingurar (Anas clypeata), rață mică (Anas crecca crecca), călifar alb (Tadorna tadorna).